# Annamarie Dodson
Annamarie Leighton Dodson (Hagerstown, 5 luglio 2001) è una pallavolista statunitense, centrale della Pinerolo.

## Carriera

### Club
Cresciuta nei tornei scolastici del Colorado con la Rocky Mountain HS, approda poi in NCAA Division I con la UC Los Angeles: con le Bruins disputa la lega universitaria dal 2019 al 2024, saltando tuttavia la prima annata.
Nel dicembre 2024 firma il suo primo contratto da professionista con la Cuneo Granda, disputando la seconda parte dell'annata nella Serie A1 italiana, dove resta anche nella stagione 2025-26, ma trasferendosi al Pinerolo.

### Nazionale
Nel 2025 debutta in nazionale nel corso della Volleyball Nations League.